# Cao lanh

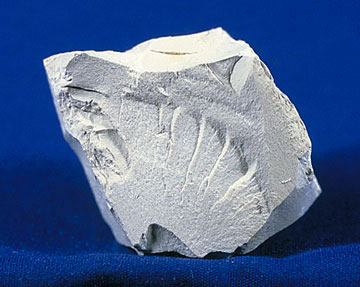
Một mẫu cao lanh.

Cao lanh (bắt nguồn từ từ tiếng Pháp kaolin /kaɔlɛ̃/) là một loại đất sét màu trắng, bở, chịu lửa, với thành phần chủ yếu là khoáng vật kaolinit cùng một số khoáng vật khác như illit, montmorillonit, thạch anh....
Trong công nghiệp, cao lanh được sử dụng trong nhiều lĩnh vực khác nhau, chẳng hạn như sản xuất đồ gốm sứ, vật liệu chịu lửa, vật liệu mài, sản xuất nhôm, phèn nhôm, đúc, chất độn sơn, cao su, giấy, xi măng trắng. Ngoài ra còn dùng trong sản xuất mỹ phẩm.

## Lịch sử tên gọi
Cao lanh có nguồn gốc tên gọi từ Cao Lĩnh thổ (高岭土, tức đất Cao Lĩnh, là đất sét trắng tại Cao Lĩnh), một khu vực đồi tại Cảnh Đức Trấn, Giang Tô, Trung Quốc. Các mỏ đất sét trắng tại đây được khai thác để làm nguồn nguyên liệu sản xuất đồ sứ Trung Quốc. Tên gọi kaolin được các giáo sĩ dòng Tên người Pháp du nhập vào châu Âu trong thế kỷ 18 và khi được phiên âm ngược trở lại tiếng Việt thì nó đã trở thành cao lanh.

## Phân loại

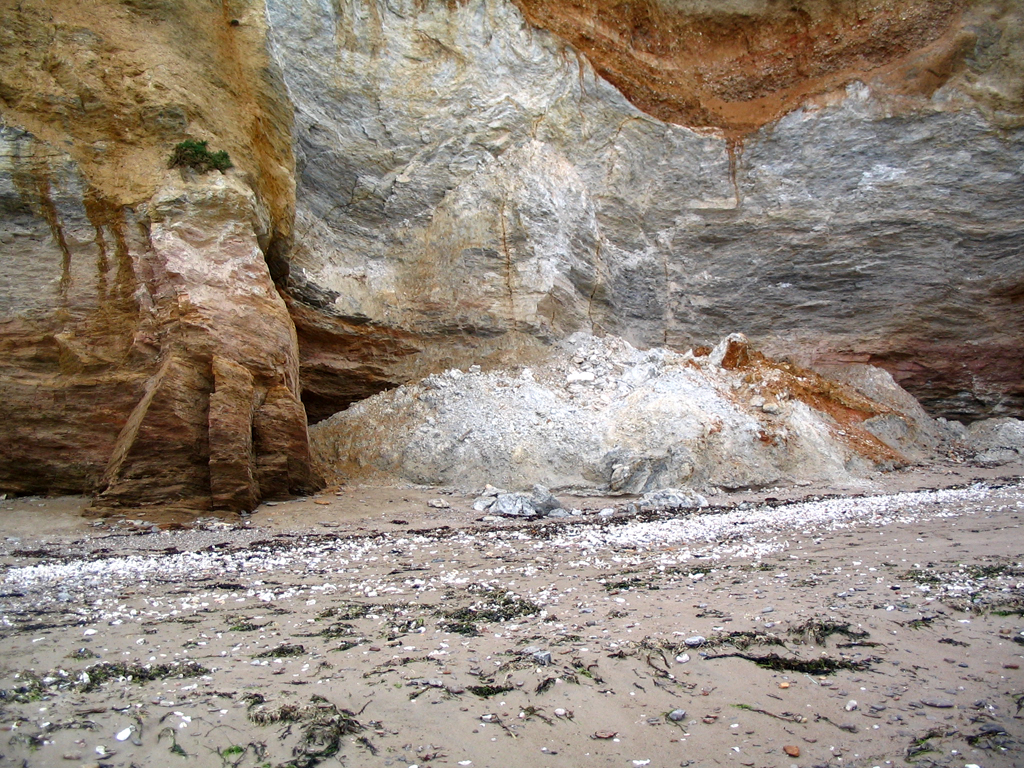
Cao lanh trong tự nhiên.

Có nhiều kiểu phân loại cao lanh khác nhau, phụ thuộc vào nguồn gốc phát sinh, mục đích sử dụng, độ chịu lửa, độ dẻo, độ xâm tán, hàm lượng các ôxít nhuộm màu v.v
Theo nguồn gốc phát sinh, có thể chia cao lanh thành hai dạng là phát sinh từ các nguồn sơ cấp và phát sinh từ các nguồn thứ cấp. Cao lanh sơ cấp sinh ra từ quá trình phong hóa hóa học hay thủy nhiệt của các loại đá có chứa fenspat như rhyolit, granit, gơnai. Cao lanh thứ cấp được tạo ra từ sự chuyển dời của cao lanh sơ cấp từ nơi nó sinh ra vì xói mòn và được vận chuyển cùng các vật liệu khác tới vị trí tái trầm lắng. Một số kaolinit cũng được sinh ra tại nơi tái trầm lắng do biến đổi thủy nhiệt hay phong hóa hóa học đối với acco (arkose), một dạng đá trầm tích mảnh vụn với hàm lượng fenspat trên 25 %.
Theo nhiệt độ chịu lửa, cao lanh được phân thành loại chịu lửa rất cao (trên 1.750°C), cao (trên 1.730°C), vừa (trên 1.650°C) và thấp (trên 1.580°C).
Theo thành phần Al2O3+ SiO2 ở trạng thái đã nung nóng, cao lanh được phân thành loại siêu bazơ, bazơ cao, bazơ hoặc axít.

## Tính chất hóa lý
Kaolin có cấu trúc 2 lớp 1 :1 (tương tự như dickit, nacrit, halloysit) ... với công thức chung là Al2Si2O5(OH)4.nH2O (n = 0, 2), thành phần gồm SiO2, Al2O3, H2O, ngoài ra còn có một lượng nhỏ tạp chất Fe, Ti, K và Mg.  Kaolin có màu trắng, trắng xám, dạng đặc sít hoặc là những khối dạng  đất sáng màu, tập vảy nhỏ, tinh thể đơn vị dạng hình lục lăng liên kết thành các tấm nhỏ, mỏng, đường kính khoảng 0,2- 12 µm, khối lượng riêng khoảng 2,1-2,6 g/cm3, độ cứng 1-2,5, có khả năng trao đổi cation khoảng 2–15 meq/100g và phụ thuộc nhiều vào kích thước của hạt, nhưng các phản ứng thay thế cation xảy ra với tốc độ  rất  lớn []. 
Khi ngấm nước, nó có tính dẻo, nhưng không có hiện tượng co giãn. Đây là tính chất được biết đến sớm nhất của kaolin, người ta dùng nó ở dạng hồ quánh để định hình và nung thiêu kết để tạo ra các đồ gốm sứ. 
Nhiệt độ nóng chảy của kaolin: 1.750-1.787⁰C. Khi nung nóng, kaolin có hiệu ứng thu nhiệt, pic ở 510-600⁰C liên quan đến sự mất nước kết tinh và hiện tượng không định hình của khoáng vật. Hai pic toả nhiệt từ 960 đến 1.000 và 1.200⁰C liên quan đến quá trình mulit hoá của các sản phẩm kaolin không định hình, với pic 1.200⁰C là quá trình kết tinh của oxyt silic không định hình để tạo thành cristobalit .

## Ứng dụng

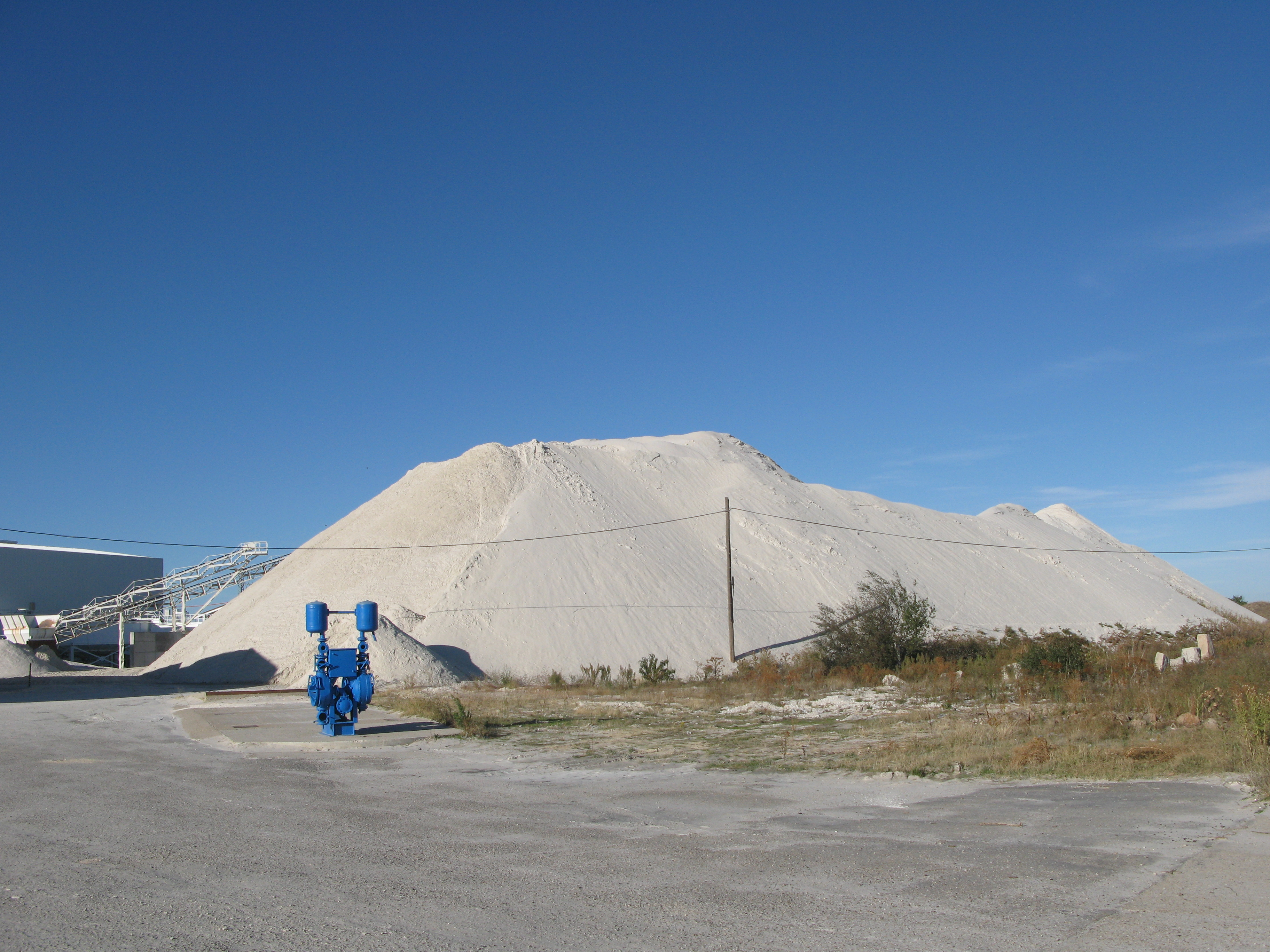
Mỏ khai thác Cao lanh.

Kaolin được ứng dụng rộng rãi trong nhiều lĩnh vực công nghiệp như: công nghiệp gốm sứ, giấy, sơn, cao su, sợi thủy tinh, chất dẻo, vật liệu xây dựng, gạch chịu lửa, làm xúc tác cho công nghệ lọc dầu… Nhờ có khả năng hấp thụ đặc biệt không chỉ các chất béo, chất đạm mà còn có khả năng hấp thụ cả các loại vi rut và vi khuẩn, vì vậy, kaolinin được ứng dụng cả trong các lĩnh vực y tế, dược phẩm, mỹ phẩm...[].
- Công nghiệp sản xuất giấy: trong công nghiệp giấy, kaolin được sử dụng làm chất độn tạo cho giấy có mặt nhẵn hơn, tăng độ kín, giảm độ thấu quang và làm tăng độ ngấm mực in tới mức tốt nhất. Loại giấy thông thường chứa 20 % kaolin, có loại chứa tới 40 %. Thông thường, một tấn giấy đòi hỏi 250-300 kg kaolin. Chất lượng kaolin dùng làm giấy  được xác  định bởi  độ trắng, độ phân tán và mức độ đồng đều của các nhóm hạt.  
- Công nghiệp sản xuất  đồ gốm: công nghiệp sản xuất sứ, gốm sứ dân dụng, sứ mỹ nghệ, dụng cụ thí nghiệm, sứ cách điện, sứ vệ sinh, v.v.  đều sử dụng chất liệu chính là kaolin; chất liệu kết dính là sét chịu lửa dẻo, có màu trắng. Chất lượng kaolin đòi hỏi rất cao và phải khống chế các oxit tạo màu (Fe2O3 và TiO2). Hàm lượng Fe2O3 không được quá 0,4-1,5 %; TiO2 không quá 0,4-1,4 %; CaO không quá 0,8 % và  SO3 không quá 0,4 %. 
- Sản xuất vật liệu chịu lửa: trong ngành sản xuất vật liệu chịu lửa, người ta dùng kaolin để sản xuất gạch chịu lửa, gạch nửa axit và các đồ chịu lửa khác. Trong ngành luyện kim đen, gạch chịu lửa làm bằng kaolin chủ yếu được dùng để lót lò cao, lò luyện gang, lò gió nóng. Các ngành công nghiệp khác cần gạch chịu lửa với khối lượng ít hơn, chủ yếu để lót lò đốt, nồi hơi trong luyện kim màu và công nghiệp hóa học, ở nhà máy lọc dầu, trong công nghiệp thủy tinh và sứ, ở nhà máy xi măng và lò nung vôi. 
- Chế tạo sợi thủy tinh: một lĩnh vực khác cũng sử dụng kaolin tăng nhanh hàng năm đó là dùng làm nguyên liệu vào của sản xuất sợi thủy tinh. Trong thành phần của kaolin có chứa cả silica và alumina, chất có trong thành phần của sợi thủy tinh. Kaolin được sử dụng đồng thời với một lượng nhỏ sắt và titan. Nguyên nhân tăng nhu cầu sử dụng kaolin trong lĩnh vực này bởi vì sự hạn chế khi sử dụng nguyên liệu vào amiăng, loại chất gây hại cho sức khoẻ.
Lĩnh vực chất độn: kaolin được sử dụng rộng rãi trong lĩnh vực làm chất độn giấy, nhựa, cao su, hương liệu,…Kaolin có tác dụng làm tăng độ rắn, tính đàn hồi, cách điện, độ bền của cao su, tăng độ cứng và giảm giá thành sản phẩm của các chất dẻo như PE, PP, PVC...
Trong sản xuất da nhân tạo (giả da), kaolin có tác dụng làm tăng độ bền, độ đàn hồi.
- Trong sản xuất xà phòng: kaolin có tác dụng đóng rắn khi sản xuất, hấp thụ dầu mỡ khi sử dụng. Lĩnh vực sản xuất xà phòng yêu cầu kaolin có độ hạt dưới rây 0,053 mm lớn hơn 90%; không lẫn cát, không lắng cặn trước 8 giờ, hàm lượng Fe2O3 ≤ 2 - 3%, TiO2 ≤ 1%; chất bazơ trao đổi ≤ 0,8 - 2% và carbonat ≤ 15 - 20 %.
- Trong sản xuất thuốc trừ sâu: sử dụng kaolin có độ khuếch tán lớn, sức bám tốt, trơ hóa học, hợp chất sắt thấp, độ hạt 22 m từ 40 đến 75%. 
Trong tổng hợp zeolit: kaolin là nguyên liệu chính để tổng hợp zeolit, loại chất được ứng dụng nhiều trong công nghiệp như hấp phụ, làm chất xúc tác…
Trong sản xuất phân bón, kaolin được dùng làm chất độn, chất bọc áo, có ý nghĩa rất quan trọng trong việc bảo quản, nâng cao chất lượng phân bón. 
- Trong các lĩnh vực khác, kaolin được sử dụng làm nguyên liệu sản xuất xi măng trắng, các chất tráng trong xây dựng, nguyên liệu trong sản xuất nhôm, phèn nhôm…